# Lecaniodiscus punctatus
Lecaniodiscus punctatus är en kinesträdsväxtart som beskrevs av J.B. Hall. Lecaniodiscus punctatus ingår i släktet Lecaniodiscus och familjen kinesträdsväxter. Inga underarter finns listade i Catalogue of Life.